# Faulx
Faulx – miejscowość i gmina we Francji, w regionie Grand Est, w departamencie Meurthe i Mozela.
Według danych na rok 1990 gminę zamieszkiwało 1135 osób, a gęstość zaludnienia wynosiła 66 osób/km² (wśród 2335 gmin Lotaryngii Faulx plasuje się na 335. miejscu pod względem liczby ludności, natomiast pod względem powierzchni na miejscu 260.).